# Le Pressentiment
Pour plus de détails, voir Fiche technique et Distribution.
Le Pressentiment est un film français réalisé par Jean-Pierre Darroussin, sorti en 2006.
Il s'agit d'une adaptation du roman éponyme d'Emmanuel Bove publié aux éditions Gallimard en 1935.

## Synopsis
Charles Benesteau, un avocat parisien, décide de rompre avec la bourgeoisie à laquelle il appartient. Il en a assez de ne voir autour de lui que des gens injustes et avares, incapables d'un mouvement de générosité et qui ne flattent que ceux qui peuvent les servir. Il quitte femme, enfants, amis, situation et richesse pour chercher la liberté dans la solitude et l'exil. Pas très loin, tout de même, de son immeuble chic et hausmannien dans le 18e. L'avocat déménage porte de Vanves dans le 14e et y loue un petit appartement dans un immeuble pauvre pour y écrire et passer inaperçu. Là, il rencontre tout un monde qu'il n'a jamais côtoyé de sa vie.
Il recueille une fillette abandonnée, prend une femme de ménage, se promène dans son quartier. Il est là quand on a besoin de lui, prête de l'argent, donne des conseils juridiques sans se faire payer, mais très vite, autour de lui, s'agiteront les autres, hypocrites, suspicieux ou flagorneurs, lui rendant à nouveau la vie impossible.
Peu à peu, l'avocat prend conscience d'une terrible vérité qui le blesse profondément : chez les pauvres, le monde n'est guère moins méchant que chez les riches. On y peut être fourbe, malveillant, âpre et même calomniateur. Comme l'affreuse Madame Chevasse qui l'aide tout d'abord à s'occuper de la jeune fille abandonnée mais qui plus tard fait courir sur son compte les pires rumeurs. Il n'y a pas plus d'humanité chez ses nouveaux voisins que dans les beaux quartiers.
On lui vole son vélo, il se fait agresser par sa concierge, on le regarde d'un mauvais œil. Il n'y aura guère que sa petite protégée et sa mère pour lui manifester de la gratitude.
De plus en plus souvent, Charles aura des pertes de connaissance. Des examens révéleront une tumeur au cerveau, inguérissable. Un jour, le sachant alité chez lui et le croyant inconscient, ses voisins visitent sans vergogne toutes les pièces de son appartement. Pour s'en accaparer « après »?
Charles s'éteint sans bruit, dans l'herbe, un jour de promenade.

## Fiche technique
- Réalisateur : Jean-Pierre Darroussin
- Scénariste : Jean-Pierre Darroussin et Valérie Stroh
d'après le roman de Emmanuel Bove
- Directeur de la photo : Bernard Cavalié
- Monteur : Nelly Quettier
- Ingénieur du son : Jean-Pierre Duret
- Musique : Albert Marcoeur
- Décorateur : Michel Vandestien
- Costumes : Karen Muller Serreau
- Producteur : Agat Films & Cie pour Patrick Sobelman
- Pays :  France
- Année de production : 2005
- Durée : 97 min.
- Date de sortie : 4 octobre 2006
- Distribué par : BAC Films

## Distribution
- Jean-Pierre Darroussin : Charles Benesteau
- Valérie Stroh : Isabelle Chevasse
- Amandine Jannin : Sabrina Jozic
- Hippolyte Girardot : Marc Bénesteau
- Nathalie Richard : Gabrielle Charmes-Aicquart
- Natalia Dontcheva : Helena Jozic
- Ivan Franek : Thomas Jozic
- Anne Canovas : Alice Benesteau
- Laurence Roy : Edith Benesteau
- Jonathan Altman : Ferdinand Benesteau
- Aristide Demonico : Monsieur Serrurier
- Michele Ernou : Madame Serrurier
- Mbembo : Eugénie
- Didier Bezace : Albert Testat
- Maurice Chevit : Le vieil homme
- Patrick Bonnel : Jean
- Vittoria Scognamiglio : Farida Garibaldi
- Thibault de Montalembert : L'inspecteur de police
- Lou-Nil Font : Victor Chevasse
- Alain Libolt : Édouard Benesteau
- François Monnié : Monsieur Garibaldi
- Antoine Valli : Le voisin

## Distinctions
- Prix Louis-Delluc du premier film (2006)